# 飛哥與小佛角色列表
飛哥與小佛角色列表為迪士尼頻道動畫作品《飛哥與小佛》主要角色介紹。

## 主要人物
- 飛哥‧福林（Phineas Flynn）（香港譯為飛哥·飛尼）

配音：文生·馬特拉（美國）；阿Ken (林暐恆)（第一季、特輯）→陳進益（第二季起）（台灣）；高可慧→顧詠雪（第四季）（香港）
本作主角，福林家長子，年齡9歲。臉型似三角形和字母P，是左撇子，個性較為直率、善良，IQ可說相當高人一等，但EQ頗低，有時候會搞不清楚狀況、老是誤解他人想法。
總是有許多大計畫，可發明出全世界獨一無二，甚至完全不存在的東西，資金來源不明。會說西班牙文和跳弗拉明戈。服裝大部分為橘色。每次送貨員或其他人都會問他：「你當???(職業)會不會太小了？」，而飛哥會回答：「對，是太小了。」每天早上都會對小佛說：「小佛，我知道今天要做什麼了！」。
在第72集《再次穿越時空》中提到，20年後飛哥會在瑞士領諾貝爾獎，在此集中，凱蒂絲的女兒叫伊莎貝拉「舅媽」，由此推斷伊莎貝拉極有可能是飛哥的老婆。在《At Last》中提到兩人似乎有市議員資格，但由於是在派瑞的夢中提到，實際情況未交代。在我的弟弟《Littile Brothers》這首金曲中有提到，當凱蒂絲終於成功讓弟弟倒大楣時有提到他們確實有市議員資格。
在感情方面比較遲鈍，例如他總是沒注意到伊莎貝拉的那明顯的情感。直到在特別篇《Act Your Age》中，19歲的飛哥在煩惱要選擇哪所大學，卻意外在巴捷指點下得知了伊莎貝拉對自己的感情，自己也明白了對伊莎貝拉的感覺。最後決定要跟伊莎貝拉念同一所大學（三州大學）並正式告白，兩人正式交往，將在大學開始他們的戀情。
- 小佛‧富雷察（Ferb Fletcher）（香港譯為發仔‧費利查）

配音：湯瑪士·桑格斯特（《飞哥与小佛》）→David Errigo, Jr (《米羅的莫非命運》)（美國）；納豆 (林郁智)（第一季、特輯）→夏治世（第二季起）（台灣）；陳健豪（香港）
本作主角，福林家次子，年齡9歲，和飛哥與凱蒂絲沒有血緣關係的英國繼弟。行動派的小巨人，個性沉默寡言，平時不太愛說話（但總是在泰瑞消失出現後說一段話），會說日語，行事上有著與飛哥不同的英式禮節，但非常配合飛哥；腦筋也比飛哥靈活很多，常常在飛哥思考的盲點上提點他(儘管他常常什麼也沒說)，藍圖皆由他設計。臉型似字母F、長方形。服裝大部分為紫色，對凡妮莎一見鍾情。
在第三季《My Fair Goalie》被提到是足球高手。20年後被提到在大衛營度假。
在特別篇《Act Your Age》中19歲的小佛準備去英國念大學，也已經和凡妮莎交往，在伊莎貝拉離開後，和凡妮莎載飛哥一程，讓飛哥去找伊莎貝拉。
- 凱蒂絲‧葛楚德‧福林（Candace Gertrude Flynn）

配音：艾希莉·緹絲黛爾（美國）；謝佼娟（台灣）；劉惠雲→吳梅→蔡雁紅（香港）
本作次主角，福林家長女，年齡15歲，173公分，為飛哥親姐及小佛繼姐。平時穿著白裙子紅上衣。
每當看到弟弟們弄出誇張的發明，就會激動的向媽媽打小報告，但每次總有「莫名的意外事故」讓弟弟們的發明憑空消失，讓她因為沒有弟弟們亂搞的證據而在媽媽面前出糗。經常歇斯底里的尖叫，口頭禪是：「你們要倒大楣了！」。但她有時候會協助弟弟們的創意奇蹟，其實心中是關愛兩位弟弟的，還曾經一天拿到50枚美眉家族徽章的紀錄。
暗戀大她一歲的傑洛米，在他面前便會變得笨手笨腳。對野生防風草和乳製品過敏，會造成臉變紅和聲音變粗，有懼高症，討厭松鼠。
在特別篇《Act Your Age》中擔任法律學教師。在《Quantum Boogaloo》提到20年後會生育三名子女薩維爾、佛瑞德、阿曼達（Xavier、Fred、Amanda），但不確定結婚對象是否為傑洛米。
儘管劇中經常顯得神經質和易怒（主因是兩位弟弟不受控制和戀愛中的衝動加上青春期的自卑感作祟），但本人其實擁有優質的領導潛力，在有良好的機會和環境下會成為一位良好的領導者（反抗軍首領，火星女王）。
- 鴨嘴獸泰瑞（香港譯為密探阿泰）／特務P（Perry the Platypus／Agent P）

本作次主角，飛哥和小佛的湖水綠色鴨嘴獸寵物，5歲。雖然身邊人都說：「他只是隻鴨嘴獸，什麼都不會做。」，但背地裡卻是一個動物特務，本事大到能夠撂倒一個人類壞蛋。實際上非常喜歡飛哥與小佛，不喜歡奧咖組織安排與家庭分開的事或是離開家庭超過一天以上 (尤其是被飛哥與小佛知道)。死對頭為邪惡科學家漢斯‧杜芬舒斯。基本上每次粉碎他的計畫所造成的破壞都比不阻止他來得大，但無論杜芬舒斯所做的終結者是否有多危險或有益，牠總是善盡職責摧毀它們。
前往任務時，為不讓他的家庭知道他是動物特務，會穿上其他服飾遮蔽，有時更罕有地在穿上其他服飾下對抗杜芬舒斯。
雖然對決杜芬舒斯後離開，不過當杜芬舒斯有麻煩時都會無可奈何幫他。
曾經因為杜芬舒斯的鴨嘴獸泰瑞機械人做壞事而被奧咖組織誤導性通緝
因為戴上奧咖的帽子，故多數都會利用帽子的儀器逃脫陷阱。
曾經有一次死對頭被來自西雅圖的大貓熊彼得取代，不過後來成為合作夥伴。
在泰瑞沒帽子時，杜芬舒斯不能認知他，戴上帽子或脫下扮裝後才認知他是鴨嘴獸泰瑞，此舉動有時令泰瑞不耐煩。
多數的集數中，都會露出認真的表面，比較少有開朗的樣子，尤其是對決杜芬舒斯的時候。
秘密特務身分曾在《happy birthday Isabella》中被凱蒂絲好友史黛西發現，後來他們當成兩人之間的小秘密。
《OWCA Files》中連同已改邪歸正的杜芬舒斯及其他特務一併處理任務。
根據主創們的說法，選擇鴨嘴獸是因為貓和狗之類的作為主角的動畫作品太多了，沒有新鮮感，鴨嘴獸大眾了解的很少，拿來作為主角會很有新鮮感。並且選擇藍色作為配色也是以反正大眾對鴨嘴獸了解的很少，選擇現實中鴨嘴獸不存在的顏色作為配色也沒有人會感到不對勁。
- 漢斯‧杜芬舒斯（Heinz Doofenshmirtz）

本作最大反派，東歐德索斯坦裔美國人（台版第2集說明他們家原先是「望族」），47歲。一個神經質瘋狂邪惡科學家，總是穿著實驗白袍，擁有一間公司「杜芬舒斯博士的邪惡企業」(Doofenshmirtz Evil Inc.)，後來成為「Doofenshmirtz good Inc.」。
經常笨手笨腳又搞笑，不能吃乳製品。從小到大經歷過各種悲慘遭遇，自稱是被美洲豹養大，被很多人（含家人）羞辱；因此最後成為邪惡科學家。每集中幾乎都會製造各式各樣「終結者」(____-Inator)來報復三州地區的人，在他啟動終結者前總是要先解說他的邪惡計畫或背景故事(有長有短)，讓泰瑞有時間逃脫陷阱。而他這些終結者或是跟派瑞的打鬥過程中觸發的反應，都會「剛好」摧毀飛哥與小佛的各種發明或其相關事物。最常說的台詞是在計畫被破壞殆盡後大叫：「我恨你！鴨嘴獸泰瑞！」（Curse you! Perry the Platypus!）。
常於「終結者」中安裝自爆按鈕，這也是為何容易計畫由泰瑞打敗的原因。
在不打鬥的時候，杜芬舒斯都會跟泰瑞談話,購物等一些不邪惡的事。
有時會因為泰瑞進行其他活動時，奧咖組織均會派其他動物特務對付他，不過因為對付其他動物的習慣不適應，故有時很想念鴨嘴獸泰瑞。
每當凡妮莎生日時，杜芬舒斯每年都會為她製作生日派對，不過因為派對的幼稚而令她十分不耐煩。
雖然是邪惡科學家，不過有時會作出英雄的行為，惟對他來說是錯誤的選擇。
疊杯子紀錄保持人，但該紀錄後來被想盡快帶媽媽去教訓弟弟，而用神速收拾廚房的凱蒂絲打破。
全丹村除家人及特務組織外幾乎沒人知道他（就算跟他住十二年的鄰居都不知道），就算看到也會念錯名（如買披薩時）：像是漢斯‧杜肥舒斯，或是因外表而稱「藥劑師」，就算說明弟弟就是市長也一樣。
十分在意女兒凡妮莎的感情或日常生活(包括多次在凡妮莎露營期間保護她、或禁止她紋身等)。金錢來源是前妻贍養費。在特別篇《Act Your Age》中為凡妮莎學校的一名教師。
曾經有少數想統治全世界，不過對於自己來說只有三州地區能夠統治，同時認為對於統治全世界的人是瘋狂的。
最後一集中，凡妮莎意識到杜芬舒斯不是邪惡，而是扮邪惡，在短暫統治三州地區後改邪歸正。
最後一次出現在與本作共享宇宙作品《米羅的莫非命運》中，為該作重要人物「時間教授」。
該作中由於自己的家受到莫非命運而破壞，轉居於米羅家。
曾與琳達福林有段感情，且頭型與飛哥相似，因此被部分人認為其實是飛哥生父，但已被官方否認。官方明確表示杜芬舒斯和琳達自那次約會之後再也沒有見過面。
杜芬舒斯曾於丹·波文邁爾的獨立節目《倉鼠與格雷特》出現，但只包含相機閃過。

## 福林與富雷查家
- 琳達‧福林（Linda Flynn）

配音：卡羅琳·瑞亞（美國）；錢欣郁（台灣）；林司聰（香港）
凱蒂絲和飛哥親生母親（小佛繼母），帶著前次婚姻的子女和勞倫斯再婚，年輕時是熱門歌手琳丹娜（Lindana），經典名曲《我是琳丹娜，我想要追求快樂》（I'm Lindana,I wanna have fun）。曾提及到自己唱歌都是對嘴的，現在則參與業餘樂團。個性相當遲鈍，從來沒發現兒子們每集搞出的「名堂」傑作（儘管直到二十年後〈未來篇〉，聽到從過去前來的凱蒂絲親口對她說出才察覺明白，不過由於當時2人已30歲，所以認為已不需要也無法有立場教訓其作為），甚至覺得她過於誇張，還在日記裡以喜劇方式評論凱蒂絲。在第三季〈Ferb Latin〉與凱蒂絲的對話中揭露她會自己吃一些派以後躺在地下室的大箱子裡面，並在該集其後劇情表現勞倫斯可能也在箱子裡陪她。
曾經跟杜芬舒斯交往。
- 勞倫斯‧富雷查(Lawrence Fletcher)

配音：理查·歐布萊恩（英國人）（美國）；（台灣）
小佛親生父親（凱蒂絲和飛哥繼父），琳達現任丈夫。經營古董店，身兼大學教授與演講師。個性憨厚溫和，有時笨手笨腳，是個好父親但同時也時常像個大孩子。有時會加入飛哥和小佛所創造的「奇蹟」。第一個發現泰瑞特務秘密的人，但記憶隨後被組織重灌。
- 克萊德·福林(Grandpa Claid Flynn)

琳達父親，凱蒂絲和飛哥親生外公（小佛繼外公）。住在美國非常偏遠且沒有手機訊號的鄉下，那地方有糟鬍子潭和大怒島的傳說。
- 貝蒂喬·福林(Grandma Betty Joe Flynn)

琳達母親，凱蒂絲和飛哥親生外婆（小佛繼外婆）。年輕時曾參加溜冰大賽，敗給傑洛米的奶奶─希德嘉奶奶，後來由飛哥、小佛舉辦的溜冰大賽中，與希德嘉奶奶平手。
- 雷吉諾‧富雷查(Grandpa Regino Flechter)

勞倫斯父親，小佛親生祖父（凱蒂絲和飛哥繼祖父）。住在英格蘭倫敦，冰冰貴族的城堡就在他家的隔壁。年輕時曾是飛天魚販，多次因為當地的樂團唱【魚販主題曲】：「他是飛天魚販，他會飛。」而終止計畫，後來飛哥與小佛幫他圓夢。
英文原版中，由曾主演《發條橘子》等電影的知名演員麥坎·邁道爾客串配音。
- 威妮菲‧富雷查(Grandma Wenife Flechter)

勞倫斯母親，小佛親生祖母（凱蒂絲和飛哥繼祖母）。有一大堆爺爺的頭套和假鬍子，且收集所有的《福爾摩斯》小說。
- 米金斯先生（米吉先生）(Mr. Migins)

凱蒂絲破舊熊玩具。凱蒂絲會和他自言自語，後來被她貼上了傑洛米照片。

## 鄰居相關人物

### 布佛和巴捷
- 布佛·凡·斯東(Buford van Stomm)

配音：鮑比·蓋勒（美國）；李勇（第一季初期和第四季）→周寧（第一季後期至第三季）（台灣）；陳仕文（香港）
演員：黃寗宸（台灣）
日爾曼裔美國人。四肢發達，頭腦簡單，鎮上的一個惡霸。最喜歡欺負巴捷，稱呼飛哥為「Jingle Bell」，台詞為：「吃一口」。他很怕傑洛米小妹蘇西。擅長使用「波士頓磨沙機」。
和巴捷關係有些複雜，有時候表現欺負巴捷，有時候卻又出現合作。在第三季《Lotsa Latkes》的表演中，兩人在歌詞提到雙方的關係是「Frenemy」（Friend Enemy，即亦敵亦友）。
在暑假特輯中巴捷才知道其實布佛精通法語，布佛還說巴黎時常給他特殊情感。寒假特輯中表現出音樂方面的知識，精通大提琴。根據第三季第90集內容，是因為和法國美眉家族成員曾有過一段情。為了在朋友面前保有兩人的形象，所以實況只有兩人和巴捷知道。
第三季《When Worlds Collide 》中提到他有一個外星生物(鯨鶴)朋友。在第一季《Voyage to the Bottom of Buford》提到他原本不是惡霸，玩一個遊戲時得到最低獎一隻金魚－碧芙。
特別篇《Act Your Age》中將要讀電影學院。
特別篇《summer musical》中再次展現對於音樂的熱情
- 碧芙(Beaf)

布佛的金魚，名字和布佛的媽媽一樣，布佛為救它甚至敢和巨型章魚對打。布佛成為惡霸的關鍵“人物”。是布佛在嘉年華玩一個遊戲時得到的。
- 巴捷·雷·帕特勒(Baljeet Rai Patel)

演員：梁秉宏（台灣）
配音：馬里克·潘考利（美國）；夏治世（台灣）；李楚碧（香港）
飛哥的朋友，印度人。在暑假特集中透露有個叔叔在山上製作橡皮球。常被布佛欺負（拉內褲），是個數學、物理天才。
會讓很多人憐憫他一直遭到布佛欺侮，但是製作人說，巴捷只是個會讀書；仗著才能欺善怕惡的笨蛋罷了。他時常在別人面前顯得相當自大，而且時常挑釁布佛，不過這點在劇情中並不明顯。巴捷專注於念書且最害怕不及格，但是對課業以外的事會顯得缺乏常識。
在10年後已完成大學學業並成為一名教授，同時也和小金交往。
- 米蒂(Mishti)

出現在第二季。巴捷的印度朋友。小時候常和巴捷玩，好像喜歡巴捷，關係不清不楚，長大後，巴捷沒辦法和女生玩在一起，飛哥小佛幫她和巴捷做一艘鐵達尼號(但是沉了)。

### 美眉家族
美眉家族 (Fireside Girls)是一個大型的女童軍團，創始者為伊莉莎美眉（Elisa Feresyed）。其中伊莎貝拉是46321大隊的隊長。第三季《Buford Confidential》出現法國的美眉家族。第二到第三季出現許多不知名的成員，由此可知她們也有不同分佈，同時也有自己的隊長。
- 伊莎貝拉·格拉希-夏普羅(Isabella Garcia-Shapiro)

配音：艾莉森·斯通勒（美國）；高幼帆→薛晴（第二季起）（台灣）；莫若瑩（香港）
墨西哥猶太裔美國人(美墨混血猶太人)。美眉家族的隊長，也是飛哥與小佛的最佳助手，寵物是吉娃娃狗小粉。
喜歡飛哥，她為了飛哥什麼事都會做。伊莎貝拉最常說的一句話就是：「嗨，...。你在做什～麼？」（Hey, ..., whatcha do-ing?），且似乎很介意自己以外的人說這句話。20年後根據凱蒂絲的女兒叫其舅媽一事推斷（詳見飛哥角色介紹），應該是嫁給飛哥。
個性十分多愁善感，很多次飛哥不理會她時都會吃醋或暗中發怒，在暑假特輯中她還因此哭泣。在電影版最末曾在所有人將被消除記憶之前鼓起勇氣親吻了飛哥，而從飛哥的反應是驚訝且企圖阻止記憶消除機啟動看來，飛哥對其亦有一定程度的好感。在特別篇《Act Your Age》中19歲的最後和飛哥念同一所大學，並被飛哥告白，兩人正式交往，將在大學開始他們的戀情。
- 貴錢/格蕾金(Gretchen)

美眉家族的成員之一，是一個帶眼鏡的小女孩，7人中最矮的。在第一季《Out to Launch》中，替太空船倒數的是她。
- 阿蒂森/雅蒂森‧隋瓦特(Adyson Sweetwater)

美眉家族的成員之一，穿著無袖上衣。曾經一天得到6面徽章，但被一天得到50枚徽章的凱蒂絲打破記錄。在第三季《The Great Indoors》為特別的角色：體溫失調實驗對象、在叢林發現新品種時被水流沖走、攀登高山時不小心把石頭踢下去。
- 凱蒂(Katie)

美眉家族的成員之一，有著一頭雙辮子金髮。
- 荷莉/霍莉(Holly)

配音：謝佼娟（台灣）
美眉家族唯一的黑人女孩，留雙辮子髮。
- 美麗/米莉(Milly)

擁有53面「協助鄰居徽章」，有次大家離開後她有再回去。負責送杯子蛋糕和發傳單的都是她。
- 小金·平野/金吉·平野(Ginger Hirano)

日裔美國人，史黛西的妹妹。個子為成員內最高，喜歡巴捷。在特別篇《Act Your Age》中和巴捷交往。

### 強生家
- 杰洛米·強生(Jeremy Johnson)

配音：米切爾·莫索（美國）；蘇振威→李景唐→陳進益（台灣）
法美混血兒，16歲。凱蒂絲暗戀的男生，目前在廚師先生漢堡店工作，是個善良體貼的陽光男孩，對凱蒂絲有好感。樂團中擔任吉他手。乳牙沒有掉。最喜歡的食物是果凍，在電影版中跟凱蒂絲告白，最後開始交往。
- 蘇西·強生(Suzy Johnson)

配音：凱瑞·華格倫（美國）；錢欣郁（台灣）
法美混血兒，在《One Good Scare Ought to Do It!》首度登場。杰洛米親妹妹，外表上是可愛又單純的小女孩，但背地裡卻很嫉妒凱蒂絲和杰洛米那麼要好，因此她常常陷害凱蒂絲。據她自己所說，惡整凱蒂絲是為了吸引她哥哥注意。如果她哥哥不在，她才懶得管。

### 史黛西和珍妮
- 史黛西·平野(Stacy Hirano，台版第1集翻史黛希)

配音：胡凱莉（美國）；劉小芸（台灣）；詹健兒，馬倩儀（香港）
日裔美國人，凱蒂絲最好的朋友，兩人常用手機聊天，大部分聊的主題都是關於杰洛米的事。非常有情有義，不管凱蒂絲做什麼蠢事都會陪在她身邊，但有時討厭凱蒂絲偏執於讓飛哥與小佛倒楣的想法。20年後成了烏拉圭總統，並執行「駱馬法案」。
在第四季第9集〈happy birthday Isabella〉知道了泰瑞是特務及其工作內容。不過泰瑞據動物特務組織《規定》發現她不屬其保密對象（即所屬家庭），於是兩人決議當成他們之間的小秘密，然後她就佯裝為剛要進家門的姿態逃過組織的「善後處理」。
- 珍妮(Jenny)

配音：艾莉森·斯通勒（美國）；錢欣郁（台灣）
凱蒂絲和史黛西的朋友（台版第2集登場）。喜愛鴿子、希望世界和平的女孩。有時會在凱蒂絲要去逮飛哥與小佛時，和史黛西一起當助手。

### 其他朋友們
- 頂哥 (Django Brown)

是飛哥和小佛的朋友之一，爸爸貝柏是藝術家。飛哥與小佛在辦馬戲團的時候，也有登場表演人體麻花，結果身體打結無法自己解開。
- 爾平 (Irving)

配音：傑克·麥克布萊爾（美國）；于正昌（台灣）
很愛照相的小男孩，飛哥與小佛的新朋友與熱切的粉絲。第二季出現。常被別人忽略，會在大家出遊的時候溜上車。在特別篇《Act Your Age》中在動物特務組織（OWCA）為凱爾的部下（相當於凱爾現在的位置）。
- 亞伯 (Albert)

配音：狄爾里奇·巴德（美國）；李勇（台灣）
爾平的哥哥。

## 動物特務組織 (奧咖)
動物特務組織 （OWCA, Organization Without a Cool Acronym）英文名字意思是「沒有酷縮寫的組織」（縮寫音譯即「奧咖」），隸屬政府的特務總部，似乎是專門藉此設置來阻止瘋狂科學家邪惡計畫導正地球平衡的機構。幾乎所有能看到的特務都是非人類的動物。在《Phineas and Ferb's Quantum Boogaloo》一集中凱蒂絲因為成功讓弟弟倒楣後的糟糕未來裡宣示效忠「杜芬舒斯大帝」，後來被導回。（該集英文版阿曼達配音員就是《少年魔法師》海波的演員珍妮佛‧史東。）
- 法蘭西斯·莫來管隊長（Major Francis Monogram）（台版有時翻莫來管少校）

配音：傑夫·「小澤」·馬許（美國）；夏治世（台灣）；周永光,黃志明（香港）
主管特務組織並負責給鴨嘴獸派瑞輸送指令的人（常穿上頭寫「MM」牌子的綠色制服），非正式隊長。曾提到自己有老婆，在咕嘰咕嘰咕大聲公時，提到自己叫做法蘭西斯。個性十分懶散隨便，工作時因為影像只拍上半身，故習慣只穿上衣而下半身只穿四角內褲。在傳達任務給派瑞時，有時候就只用「杜芬舒斯又在作怪」匆匆帶過。後來還被杜芬舒斯取一個「墨水管」的綽號。有一個兒子莫提，並且將自己無法達成的特技演員夢想放在莫提身上。在特別篇《Act Your Age》裡他正在度假。於電影版中，年輕時為黑色頭髮。
- 凱爾（Carl）

配音：李勇（第一季初期和第四季）→周寧（第一季後期至第三季）（台灣）；黃積權→黃尉斯（香港）
莫來管的實習助手。工作理由是修大學學分。當他以偽裝（偽裝為穿著泥黃色的黑臉女士）在寵物店安排讓派瑞被福林與富雷察家買下，莫來管隊長宣布他升級為無薪的助理。在泰瑞和總部進行視訊時，有時候會看到他和莫來管爭論。本身會跳草裙舞，被杜芬舒斯取一個「椰子博士」的綽號。有時候會做一些令莫來管隊長意外的舉動，例如展示自己的「一根鬍子」，或者不小心消除勞倫斯太多記憶而重灌補救期間展示自己準備好的複製機器人。在第二季的《Ain't No Kiddie Ride》對莫來管宣稱自己有嗅覺障礙，可是在第三季的《The Curse of Candace》對莫來管表示聞到信紙味道的感覺，莫來管卻沒察覺其破綻。在特別篇《Act Your Age》中他已升官，也就是接替了莫來管的位置。
- 特務小粉/吉娃娃小粉（Agent Pinky/Pinky the Kiwawa）

隸屬另一動物特務組織「汪達」，伊莎貝拉寵物。有不停搖晃的習慣。
- 特務B:熊貓彼得。曾經短暫的取代鴨嘴獸泰瑞成為杜芬舒斯博士死對頭。

- 特務C:一隻公雞。初登場於第17集上半場。有意吃了特務W。

- 特務D:一隻公狗。初登場於第17集上半場。

- 特務E:一隻老鷹。

- 特務F:一群魚。出現在鴨嘴獸泰瑞的噩夢裡。

- 特務H:刺猬者赫爾曼。

- 特務G:一隻鵝。失踪（其實是去度假）多年後被特務P找回。

- 特務M:一隻猴子。在咕嘰咕嘰咕大聲公時，因經費不足，擔任打字機人員的工作。

- 特務P:本作次主角，即鴨嘴獸泰瑞。

- 特務R:一隻浣熊，初登場於飛哥與小佛電影版官方小遊戲《機器人大暴動》中，武器是網球槍。

- 特務S:一隻蝸牛。杜芬舒斯降為輕度危險時，來頂替鴨嘴獸泰瑞的位子。

- 特務T:一隻火雞，2012年11月犧牲了。

- 特務W:有兩隻動物特務的代號都是特務W。其中一個是一條蚯蚓。特務C對它很感興趣(特務C常常想吃它)。另一個是一頭鯨魚，曾經出現在三溫暖（溫泉）。"'密探龜"'是幫凱蒂斯在遠處救回家的。

- 丹尼斯邪惡特務兔子，原OWCA特務，目的是奪取特務組織的資料。

- 盆景植物:新來的特務，獲得最榮譽特務獎。因為杜芬舒斯看泰瑞沒來阻止他的計劃，就放了一組盆景植物當對手和他打，最後打輸了。最後因被琳達無心的一句:「你戴帽子看起來真像一位小特務」而被莫來館告知身分已洩漏而被遷離飛哥家。

## 愛的瑪芬
杜芬舒斯所屬的終結者製造集團。全名凶惡的壞人全心全力投入嚇人之瘋狂聯合會（League Of Villainous Evildoers Maniacally United For Frightening Investments in Naughtiness），簡稱愛的瑪芬（L.O.V.E.M.U.F.F.I.N.）首次出現於第二季。幾乎多次出現，每次開會幾乎都是杜芬舒斯帶頭，但實際上最頂尖的終結者天才是羅尼。
- 羅尼（Rodney）

全名阿洛伊·愛福荷·伊莉莎白·歐圖·沃夫漢·施派托·岡特·吉林·蓋瑞·古柏·凡·羅德斯坦（Aloyse Everheart Elizabeth Otto Wolfgang Hypatia Gunther Galen Gary Cooper von Roddenstein）。跟血布丁一樣，喜歡嘲諷杜芬舒斯；時常跟他對決，尤其在愛的瑪芬內部競賽上。在第二季《Robot Rodeo》用消除煙霧終結者散去杜芬舒斯為拖延時間用的煙霧製造機，其終結者最後被杜芬舒斯的“摧毀羅尼終結者之終結者”摧毀。在第三季《Bullseye!》出現在愛的瑪芬領導人選舉會場。在第三季《Road to Danville》和杜芬舒斯爭一個臨時演員〈賣PIZZA的〉
- 微小博士/迪米諾提博士/矮子博士/迪米諾夫博士（Dr. Dimunitive）

身材矮小，會刻意宣稱自己沒有拿破崙情節。在第二季《Nerdy Dancin'》愛的瑪芬成立記者會上出現，告訴杜芬舒斯記者都去跑舞蹈比賽的新聞。在第三季《Bullseye!》出現在愛的瑪芬領導人選舉會場，其他成員故意以身高為條件限制參選資格，他抗議無效。在《Agent Doof》因為杜芬舒斯的部落格得知特務G牛羚諾頓的身份後誘捕諾頓，之後用幻影兩千粒子泡泡終結者對付泰瑞和杜芬舒斯。在《Norm Unleashed》法院開庭時為被告，杜芬舒斯剛好被選為陪審員。他指出杜芬舒斯才是犯人，並在杜芬舒斯否認和他認識以後拿出自己和杜芬舒斯的合照。後來他和杜芬舒斯都被關進看守所的同一個房間，他不斷吹口琴讓杜芬舒斯受不了。
- 普芬洛斯博士（Professor Poofenplotz）

特務小粉的死對頭。愛好髮膠為“僵硬美人”。並非愛的瑪芬成員

## 杜芬舒斯家
- 凡妮莎·杜芬舒斯(Vanessa Doofenshmirtz)

配音：奧莉薇亞·奧爾森（美國）；錢欣郁（台灣）
杜芬舒斯博士女兒，日爾曼裔美國人(德美混血兒)，16歲。是一個龐克風的酷女孩，經常穿著一身黑色的龐克裝，小佛在一次與她巧遇後對她一見鍾情，但她沒發覺。她知道父親的工作，也並不贊成爸爸的邪惡陰謀，但漢斯一直以為凡妮莎會繼承她們家族的邪惡企業。而和凱蒂絲一樣，每次她要向母親淑琳告發爸爸的作為時，證據總莫名其妙消失（因计划被鴨嘴獸泰瑞破坏殆尽）。而在第二季開始，雖然仍然對爸爸的邪惡陰謀不以為然，卻漸漸沒有想抓到爸爸的行為出現。在第三季中開始與莫來管隊長的兒子秘密戀愛。在特別篇《Act Your Age》中已是小佛女友。
- 淑琳·杜芬舒斯(Charlene Doofenshmirtz)

配音：艾莉森·珍妮（美國）；謝佼娟（台灣）
美國人，杜芬舒斯博士前妻，身價非凡，漢斯的贍養費由她支付，可能雙方性格不合所以目前處分居狀態。雖已離婚但還是繼續使用夫姓。凡妮莎也分日期各住在雙方家裡。琳達烹飪課的同學，和琳達一樣總是錯過女兒呈堂供證的時機。
- 諾姆·杜芬舒斯(Norm "Doofenshmirtz")

配音：約翰·維內爾（美國）；李勇（初登場）→于正昌（次登場至今）（台灣）；黃積權（香港）
杜芬舒斯博士的巨型機器人助手。首次出現在《Greece Lightning》，以杜芬舒斯用來消滅鴨嘴獸的道具出現，因為鴨嘴獸最大敵人是人類而被採用人形設計。因為套上頭套被當成了古希臘妖怪。在《Traffic Cam Caper》被派瑞借去取走會洩露特務秘密的光碟，並在此集短暫地成了特務，不久即被開除。動力是身體內松鼠跑轉輪、機油、電池等，因此他是完全防水。在第三季的《A Real Boy》曾想當杜芬舒斯的真正兒子。 在《Ferb Latin》被杜芬舒斯當成「終結者」來使用。在《Norm Unleashed》被派瑞消滅。奇怪的是於《Where's Perry?》再次出現，可能是杜博士在不明時候把他修復。而原機械人頭有為墨黑色頭髮，後來因杜博士認為他真厭煩而長期把他放於地下室內。諾姆的機器可以變成其他機器，如客貨車。即使計劃被泰瑞摧毀，不過杜芬舒斯約繼續使用他作計劃的一部份。
- 羅傑·杜芬舒斯(Roger Doofenshmirtz)

配音：約翰・歐赫爾（美國）；于正昌（台灣）；黃積權（香港）
杜芬舒斯博士弟弟，也是害他變邪惡的元兇之一，丹村（三州地區）市長。人很好又正直，政績佳，但某些時候對丹村人民很臭屁，比較之下會讓杜芬舒斯博士看起來很壞。在杜芬舒斯的「瞧不起人的名單」中名列前矛。
- 毛毛褲叔叔(Uncle Flüffy Pantz)

從來不穿褲子的杜芬舒斯的叔叔。長得很像一隻貓（毛褲子先生）。
- 賈斯汀叔叔(Uncle Garstin)

杜芬舒斯的叔叔。住在巴尼歐(北極)。杜芬舒斯以為調皮終結者是他送的。
- 羅琳奶奶(Grandma Rolling)

杜芬舒斯的奶奶。
- 布隆尼(Bollony)

出现于第二季。杜芬舒斯的气球。杜芬舒斯小时候只能当土地公，他飘走后，被米契拿走，改名为柯尼。
- 奈斯利(Nisley)

杜芬舒斯的表弟，外表酷似蝙蝠。

## 就愛韓德爾
就愛韓德爾（Love Händel）是九〇年代的流行重金屬樂團。琳達·福林與羅倫斯·佛雷查的第一次接吻，就是在他們的音樂會。樂團分散後，由飛哥、小佛和凱蒂絲找其三位團員，並為爸媽慶祝結婚紀念日。「偷偷溜進我心房」，曾偷偷地登上排行榜蟬聯11分鐘的冠軍。
- 丹尼（Danny）

就愛韓德爾的主唱。出生於伊利諾州南方。曾說過搖滾就是他的生命，對音樂充滿熱情，也因此樂團解散後只有他留在音樂界，他開的樂器店(Danny's Music Shop)在緬因街。
- 正點巴比（Bobby Fabulous）

就愛韓德爾貝斯手。開了一家時尚髮廊，非常討厭別人提起就愛韓德爾。琳達福林的髮型和他一模一樣，原本不願意加入的，但與飛哥小佛一起唱過歌後，還是決定加入了（其中飛哥拍了馬屁）。
- 小澤（Sherman "Swampy"）

就愛韓德爾的鼓手。在安靜的圖書館工作，認為自己抓不到節奏。在圖書館問他名字時，他說現在叫雪門，吃過飛哥與小佛家垃圾桶裡的蛋糕，詭異的是他竟然沒事。

## 太空角色
- 賽給酷斯尼羅（Sergei Kushnarov）

太空人，頻繁出現在太空站等有太空人場合，如第一季的《Out to Launch》抱怨飛哥與小佛帶到太空的汽車和外星人的飛碟先後降落在太空站。大多和另一不知名的太空人以兩人組的方式出現。在第三季《Mommy Can You Hear Me?》首度透露他的名稱但也是他最後一次登場。在太空站和同事們開派對，飛哥與小佛也要祝他生日快樂。後來為了躲避隕石，和整座太空站意外進入蟲洞到木星某個時空。
- 火星人

飛哥與小佛為巴捷建造火星傳送門，凱蒂絲因為找不到朋友理她自己通過傳送門到火星發現火星人，火星人還擁立凱蒂絲當女王。他們本來不懂音樂，後來凱蒂絲發現他們的身體本身就是樂器。在凱蒂絲要離開的時候，他們合體成一個大火星人追上去。巴捷在科展向老師展示火星傳送門，可以看到火星人也在辦自己的科展。
- 米普（Meap）

出現於第二季的《The Chronicles of Meap》，意外被飛哥與小佛擊落。一開始沒有戴翻譯器，無法用言語和飛哥與小佛溝通。乍看之下是可愛的小生物，引起伊莎貝拉妒忌。正在追查一位通緝犯。有二節目叫「米普的航行日誌」和「西雅圖夜未米普」。在第二季《Rollercoaster: The Musical!》飛哥與小佛的雲霄飛車飛上太空時，有和他打招呼。第三季《Escape from Phineas Tower》飛哥與小佛談到銀河系也有朋友讓電腦決定包住整個銀河系，米普也出現過。在《Meapless in Seattle》再次拜訪地球，找飛哥與小佛等人幫忙尋找可愛素。在《Ferb TV》的節目，米普出現在推銷碳水燉牛肉的廣告。
- 米契(Mitch)

第一次出現於第二季《The Chronicles of Meap》，後又在第三季《Meapless in Seattle》出現。大壞蛋一個。

## 不明之角色
- 巨大的飄浮嬰兒頭

在飛哥與小佛打造他們發明的時候經常會出現的東西，來源未知。從第一季第一集《Rollercoaster》就在施工的後院出現，首次被注意到是在第一季第三十九集《One Good Scare Ought to Do It!》飛哥與小佛為了治好伊莎貝拉的打嗝所打造的鬼屋裡。那個時候飛哥以為是小佛的傑作，但是小佛自己也不知道。在《Ferb TV》的節目中與可伶噗瓏一起出現。
- 斑馬

不穩定出現在凱蒂絲眼前的重要幻想角色，會說話，稱呼凱蒂絲為「凱文」。在第一季《The Ballad of Badbeard》進行尋寶探險的時候，凱蒂絲沾到橘色苔蘚產生幻覺看到這個會說話的斑馬。在《Phineas and Ferb Get Busted》出現在「凱蒂絲的夢境」，但嚴格說屬於派瑞的夢境。因為在《Phineas and Ferb Get Busted》，「凱蒂絲做夢」這件事實際上屬於派瑞夢境的內容。在第三季《Monster from the Id》揭露這隻斑馬也是凱蒂絲內心的恐懼之一。
- 可伶噗瓏 (Klimpaloon)

出現在喜瑪拉雅山的古老泳衣(原文: The Magicl Old-Timey Bathing Suit)，會走動與發出聲音。首度出現在第二季《Summer Belongs to You!》大家降落在喜瑪拉雅山的時候飛哥告訴凱蒂絲這裡的物種，隨後現身在大家面前。第三季《Bullseye!》的泳裝比賽，勞倫斯採用這種造型。在《Ferb TV》的節目中與巨大的飄浮嬰兒頭一起出現。也出現在就愛韓德爾《The Ballad of Klimpaloon》曲目中。

## 其他
- 夫妻檔

劇情中沒有提到他們的名字。他們經常出現在劇情後段，和飛哥與小佛或杜芬舒斯的作品產生關聯。情況經常是妻子對丈夫抱怨丈夫是否以為某個東西會從天上掉下來，然後對白中提到的東西就會出現。

## 超時空之謎（二度空間）
- 飛哥‧福林（Phineas Flynn）

因為泰瑞幾年前失踪(遭杜芬舒斯綁架成為機械獸)加上杜芬舒斯下令不准有暑假存在而悠閒在家和小佛玩杜芬大富翁(Doof-poly)，為凱蒂絲保護。兩人身上都穿著杜芬工作服，戰鬥服則是拯救凱蒂絲時穿上。自從一度空間飛哥小佛告訴他們暑假的事後才開始有信心，並幫助反抗軍對抗杜芬舒斯。於第四季中再度登場，經過兩個月事件後開始有暑假變得和一度空間的飛哥一樣總是有許多大計畫，可發明出全世界獨一無二。
- 小佛‧富雷察（Ferb Fletcher）

因為泰瑞幾年前失踪(遭杜芬舒斯綁架成為機械獸)加上杜芬舒斯下令不准有暑假存在而悠閒在家和飛哥玩杜芬大富翁(Doof-poly)，不同於飛哥天性較樂觀；二度空間的小佛則比一度空間的更沉默寡言，自從一度空間飛哥小佛告訴他們暑假的事後才開始有信心，並幫助反抗軍對抗杜芬舒斯。於第四季中再度登場，經過兩個月事件後開始有暑假變得和一度空間的小佛一樣配合飛哥。
- 凱蒂絲‧葛楚德‧福林（Candace Gertrude Flynn）

二度空間的凱蒂絲是在那裡的杜芬舒斯暴政統治下持續反抗的反抗軍領袖。除了仍然會對野生防風草過敏，她經歷的事件讓她顯得和一度空間的凱蒂絲不同。相較之下大多數時候身手靈活，打架招式華麗時尚，一人可打30架以上諾姆機器人；反抗軍的重要人物。敵人為邪惡杜芬舒斯。於第四季中再度登場，經過兩個月事件後已經退出反抗軍，後認為杜芬舒斯似乎又在計劃，於是回歸反抗軍。
- 機械獸泰瑞（(Perry The Platyborg)）

二度空間的鴨嘴獸泰瑞曾經和這裡的杜芬舒斯對抗，但是已經被改造為半機器並成為部下，擁有旋轉刀、雷射砲這些武器；諾姆軍團的首領。最後在和一度空間的派瑞戰鬥後，擺脫二度空間的杜芬舒斯控制，並跟二度空間的飛哥與小佛回到自己的世界。在小遊戲Agent P Strikes Back 為每一關的頭目。它的樣子是參考魔鬼終結者，它手上的武器雷射砲、旋轉尖槌造型則是參考變形金剛G1時期的密卡登在獲得黑暗能量晶體時的新武器。於第四季中再度登場，經過兩個月事件後飛哥已經將半機器裡的武器拆除，成為普通的機械獸泰瑞，非常配合飛哥的計劃。
- 漢斯‧杜芬舒斯（Heinz Doofenshmirtz）

本片的大反派，二度時空的獨裁者。陰錯陽差和一度空間的杜芬舒斯相遇而成為朋友(結果是利用他)，小時候因為玩具火車啾啾(Choo-Choo)不見而踏上邪惡這條路。敵人為凱蒂絲為首的反抗軍。在發現一度空間後便大舉入侵，但諾姆軍團最後不敵飛哥小佛和反抗軍的組合，最後原本要將飛哥、一度空間派瑞打殘弄成自己的機械鴨嘴獸、機械男孩，但一度空間杜芬舒斯給他自己的玩具火車後便回歸善良本性並遭反抗軍逮捕。於第四季中再度登場，經過兩個月事件後，在獄中被淑琳劫走，再次回到邪惡，也跟隨家庭逃走。
- 諾姆機器人軍團(Norm-bots Army)

電影中以諾姆機器人為主，在二度空間的量產型機器人，會漂浮，聽從統治者杜芬舒斯的指示監視大家。
如果有人不服從，會變身為戰鬥模式展開攻擊。
諾姆機器人分成三種(無頭盔慢速型、鋼盔快速型、鋼盔殘暴型)，電影中只出現前兩者，鋼盔殘暴型只在小遊戲〈Robot Riot〉中出現，都是二度時空杜芬舒斯的軍隊。
後來對一度空間的入侵行動，諾姆軍團就是攻擊主力。
- 琳達·福林(Linda Flynn)

一般都躲在家裡的地下室，會警告兩個孩子不要外出。
- 勞倫斯·富雷查(Lawrence Flechter)

到工廠工作一星期後才回家，出發的時候就和別掛在公車外面。
- 伊莎貝拉·格拉希-夏普羅 (Isabella Gracia-Shapiro)

反抗軍的小軍官將領，率領火風暴女孩(Firestorm Girls)，個性比較穩重；她說的"Whatcha do-ing?"跟一度空間的音較不同，聲音很重。
- 布佛·凡·斯東(Buford van Stomm)

反抗軍成員，喜歡凱蒂絲。因為他認為自己太行了，他開始反反抗，但最後還是幫助反抗軍對抗杜芬舒斯。
- 巴捷·雷‧潘特勒博士(Dr. Baljeet Rai Patel)

反抗軍軍師、參謀、博士。非常聰明，跟一度空間巴捷相比較不懦弱，也比較穩重。
- 傑洛米·強生(Jeremy Johnson)

在北部三州地區率領三人突擊部隊反抗杜芬舒斯，甚至幫助飛哥小佛闖入邪惡杜芬舒斯企業大肆破壞拯救凱蒂絲。
- 反抗軍(The Resistance)

貴錢、阿蒂森、凱蒂、荷莉、美麗、小金。伊莎貝拉的部下。非常聽命凱蒂絲、伊莎貝拉的指揮。
- 淑琳·杜芬舒斯(Charlene Doofenshmirtz)

在第二空間是杜芬舒斯博士妻子，經常與漢斯分居，外表上是善良，實際上是比漢斯還要邪惡的二號人物，超時空之謎事件的幕後黑手。於第四季中初次登場，闖入反抗軍監獄劫走漢斯，得知漢斯回到善良本性後，把漢斯的玩具火車搶走，企圖讓漢斯再度回到邪惡。

## 漫威任務

### 超級英雄
蜘蛛人(Spiderman)
彼得帕克變身的超級英雄，被異能蜘蛛咬後擁有蜘蛛的能力，在叔叔死後決心剷除犯罪。於《Mission Marvel》登場，被杜芬舒斯的能量吸收終結者打中。事後飛哥小佛幫他和其他英雄恢復力量。
綠巨人浩克(Hulk)
布魯斯班納變身的超級英雄，因被過量的伽馬射線照射而變異，可變身成強壯的巨人，一生氣就會變強壯。於《Mission Marvel》登場，被杜芬舒斯的能量吸收終結者打中。事後飛哥小佛幫他和其他英雄恢復力量。
鋼鐵人(Iron man)
億萬富豪東尼史塔克變身的超級英雄，穿上自己製造的鋼鐵外衣配備各種武裝。於《Mission Marvel》登場，被杜芬舒斯的能量吸收終結者打中。事後飛哥小佛幫他和其他英雄恢復力量。
雷神索爾(Thor)
眾神之父奧丁之子，被父親選為繼任眾神之王，但因個性倔強、好戰而被放逐，後決心挺身守護人類而加入復仇者聯盟。於《Mission Marvel》登場，被杜芬舒斯的能量吸收終結者打中。事後飛哥小佛幫他和其他英雄恢復力量。

### 超級惡棍
紅骷髏(Red Skull)
美國隊長的頭號敵人，臉為鮮紅色，外型和骷髏類似。早在二次大戰和美國隊長決鬥的過程中生死不明。於《Mission Marvel》登場，得知超級英雄們被杜芬舒斯的能量吸收終結者打中之後，便和杜芬舒斯結盟對付超級英雄。
猛毒(Venom)
蜘蛛人的頭號敵人之一，外表為黑色的生命體，曾經侵占蜘蛛人的身體所以也有蜘蛛人的能力，張嘴滿露尖牙利爪。會侵占自己找上的宿主並控制其全身。於《Mission Marvel》再次登場，得知超級英雄們被杜芬舒斯的能量吸收終結者打中之後，便和杜芬舒斯結盟對付超級英雄。
鞭狂(Whiplash)
伊凡‧萬柯變身的超級壞蛋，雙手皆為帶電的鞭子，外表穿著鐵甲。於《Mission Marvel》再次登場，得知超級英雄們被杜芬舒斯的能量吸收終結者打中之後，便和杜芬舒斯結盟對付超級英雄。
魔多客（M.O.D.O.K）
頭和腦袋異常巨大的怪物，擁有4隻手並搭載火焰噴射器。於《Mission Marvel》登場，得知超級英雄們被杜芬舒斯的能量吸收終結者打中之後，便和杜芬舒斯結盟對付超級英雄。

## 注解
1. ↑  這裡直覺看起來，似乎暗示著他在那時當上美國總統，因為大衛營是美國總統傳統的度假地，但是美國憲法第二条規定只有出生时即为美国公民者才能参選總統，他卻出生在英國，故小佛很有可能是當上英國首相，因為英國前首相溫斯頓·邱吉爾、瑪格利特·柴契爾、戈登·布朗等，都曾與時任美國總統在此處會面，此外，英文原版中琳達只提到小佛在大衛營，並沒有說他是去度假("Ferb's still at Camp David for--"話還沒說完就被凱蒂絲打斷)，故小佛很可能以英國首相身分在大衛營與美國總統會面。
2. ↑  雖然在《The Best Lazy Day Ever》和《Spa Day》曾經提過以後她和傑洛米的小孩要叫做薩維爾和阿曼達，但關於確切的結婚對象劇情直到完結篇都尚未證實。後來官方在某次記者會實錘凱蒂絲成年後確實跟傑洛米結婚。
3. ↑  「Händel」為德文，用作人名，著名的有音樂家韓德爾。此人在入籍英國以後，將原本的名字Georg Friedrich Händel改為George Frideric Handel。在《飛哥與小佛》出現的樂團標題，仍然使用德文的Händel。Händel的英文寫法為Handel而非Handle。
4. ↑  http://www.youtube.com/watch?v=0RevUa-Mrjw&list=UUM4C14-A6hJQgAMXtTelaFQ&index=1&feature=plcp。